# Jean-François Jenny-Clark
Jean-François Jenny-Clark  (Jean-François « J.F. » Jenny-Clark), né le 12 juillet 1944 à Toulouse et mort le 6 octobre 1998 à Paris 17e, est un contrebassiste de jazz français.

## Carrière artistique
Contrebassiste très présent sur la scène du jazz européen, il joue avec le batteur Aldo Romano, le quintet de Don Cherry en 1965, Keith Jarrett (vers 1970) et dans le groupe de Jasper van 't Hof Pork Pie avec Charlie Mariano (vers 1975).
Il est membre de l'ensemble Musique vivante de Diego Masson qui interprète des compositions contemporaines de John Cage, Luciano Berio, Mauricio Kagel, Karlheinz Stockhausen, Pierre Boulez ou Vinko Globokar.
De 1984 à 1987, il dirige l'ensemble de jazz franco-allemand avec Albert Mangelsdorff. À partir de 1985, il joue principalement en trio avec le pianiste allemand Joachim Kühn et le batteur suisse Daniel Humair.
Il a également joué avec Karl Berger, Joe Henderson, Gato Barbieri, Chet Baker, Michel Portal, Eddy Gaumont, Barney Wilen, Stan Getz, Helen Merrill, Michel Petrucciani et Martial Solal.
Mort d'un cancer de la lymphe à 54 ans, Jenny-Clark n'a enregistré qu'un seul album sous son nom (Unison, 1987).

## Discographie
| Titre                                                                         | Auteur | Année |
| ----------------------------------------------------------------------------- | --- | ----- |
| Togetherness                                                                  | Gato Barbieri et Don Cherry                                                                               | 1965  |
| Symphony for Improvisers                                                      | Don Cherry                                                                                                | 1966  |
| New Feelings                                                                  | Giorgio Gaslini                                                                                           | 1966  |
| Zodiac                                                                        | Barney Wilen                                                                                              | 1966  |
| Le Départ, bande originale du film                                            | Krzysztof Komeda                                                                                          | 1967  |
| Le Nouveau Jazz                                                               | Barney Wilen                                                                                              | 1967  |
| Obsession                                                                     | Gato Barbieri                                                                                             | 1967  |
| Sounds of Feeling                                                             | Joachim Kühn                                                                                              | 1969  |
| Bold Music                                                                    | Joachim Kühn                                                                                              | 1969  |
| Our Meanings and our Feelings                                                 | Michel Portal                                                                                             | 1969  |
| Aus des sieben Tagen                                                          | Karlheinz Stockhausen                                                                                     | 1969  |
| Epistrophy                                                                    | Steve Lacy                                                                                                | 1969  |
| Comme à la radio                                                              | Brigitte Fontaine                                                                                         | 1969  |
| Paris is Wonderful                                                            | Joachim Kühn                                                                                              | 1970  |
| Sans tambour ni trompette                                                     | Martial Solal                                                                                             | 1970  |
| Orfeo Novo                                                                    | Egberto Gismonti                                                                                          | 1970  |
| The Sun Is Coming Up                                                          | Ric Colbeck                                                                                               | 1970  |
| Laborintus 2                                                                  | Luciano Berio                                                                                             | 1970  |
| For All It Is                                                                 | Barre Phillips                                                                                            | 1971  |
| Jazzworkshop 1971                                                             | Norddeutscher Rundfunk                                                                                    | 1971  |
| Last Tango in Paris, bande originale du film                                  | Gato Barbieri                                                                                             | 1972  |
| Perception and Friends                                                        | Perception                                                                                                | 1972  |
| Bolivia                                                                       | Gato Barbieri                                                                                             | 1973  |
| Dominante en bleu / Rupture                                                   | Jean-Pierre Mas, Sylvain Krief, Georges Locatelli, J-F Jenny-Clark, Nicole Croisille et Le Big Bazar      | 1973  |
| Transitory                                                                    | Pork Pie                                                                                                  | 1974  |
| Jazz a Confronto 11                                                           | Franco Ambrosetti                                                                                         | 1974  |
| Black Narcissus                                                               | Joe Henderson                                                                                             | 1975  |
| Three Originals                                                               | Albert Mangelsdorff                                                                                       | 1975  |
| Watch Devil Go                                                                | Jacques Thollot                                                                                           | 1975  |
| Une bien curieuse planète                                                     | François Jeanneau                                                                                         | 1975  |
| Jazz a Confronto 15                                                           | Charlie Mariano                                                                                           | 1975  |
| Jazz a Confronto 17 / JAC's Anthology                                         | Ambrosetti, Griffin, Grossman, d'Andrea                                                                   | 1975  |
| Jazz a Confronto 28                                                           | Paris Quartet                                                                                             | 1975  |
| Ad Lib                                                                        | Michel Graillier                                                                                          | 1976  |
| Sonata Erotica                                                                | Jean-Luc Ponty                                                                                            | 1976  |
| Lettres d'amour et de haine                                                   | Benito Merlino                                                                                            | 1976  |
| Ephémère                                                                      | François Jeanneau                                                                                         | 1977  |
| Divieto di santificazione                                                     | Aldo Romano et Jean François Jenny-Clark                                                                  | 1977  |
| Invitation                                                                    | Massimo Urbani                                                                                            | 1977  |
| Techniques douces                                                             | François Jeanneau                                                                                         | 1977  |
| New Moon                                                                      | Steve Grossman                                                                                            | 1978  |
| Broken Wing                                                                   | Chet Baker                                                                                                | 1978  |
| Enrico Rava quartet                                                           | Enrico Rava                                                                                               | 1978  |
| Invitation                                                                    | Siegfried Kessler                                                                                         | 1979  |
| Sunbird                                                                       | Gordon Beck                                                                                               | 1979  |
| Il Piacere                                                                    | Aldo Romano                                                                                               | 1979  |
| Around 6                                                                      | Kenny Wheeler                                                                                             | 1979  |
| Session in Paris, vol. 2, Colour of Dream                                     | Masahiko Togashi                                                                                          | 1979  |
| You Better Fly Away                                                           | Clarinet Summit                                                                                           | 1979  |
| In Paris vol. 2                                                               | Chet Baker                                                                                                | 1979  |
| Soli Solo… Plus                                                               | Divers | 1979  |
| Electronic Sonata for Souls Loved by Nature                                   | George Russell Sextet                                                                                     | 1980  |
| En direct d'Antibes                                                           | René Urtreger                                                                                             | 1980  |
| Live in Montreux                                                              | Albert Mangelsdorff                                                                                       | 1980  |
| Michel Petrucciani                                                            | Michel Petrucciani                                                                                        | 1981  |
| Stress                                                                        | Marius Constant                                                                                           | 1981  |
| L'Ombre rouge, bande originale du film                                        | Michel Portal                                                                                             | 1981  |
| Dreamdrops                                                                    | Michel Graillier                                                                                          | 1982  |
| Arc - Les Amis du musée d'art moderne de la Ville de Paris, Soli Solo... Plus | J-F Jenny-Clark, Henri Texier, François Jeanneau, Jean-Louis Chautemps, Daniel Humair, Jean-Pierre Drouet | 1985  |
| Le Voyage                                                                     | Paul Motian                                                                                               | 1986  |
| Easy To Read                                                                  | Kühn, Humair, Jenny-Clark                                                                                 | 1986  |
| Unison                                                                        | Jean-François Jenny-Clark                                                                                 | 1987  |
| Men's Land                                                                    | Michel Portal                                                                                             | 1987  |
| Welcome                                                                       | Fasoli, Wheeler, Humair, Jenny-Clark                                                                      | 1987  |
| Turbulence                                                                    | Michel Portal                                                                                             | 1987  |
| 9.11 pm Town Hall                                                             | Michel Portal, Marc Ducret, Joachim Kühn, etc.                                                            | 1988  |
| Til C.                                                                        | Grand Orchestre Bekummernis                                                                               | 1988  |
| Just Friends                                                                  | Helen Merrill                                                                                             | 1989  |
| From Time to Time Free                                                        | Kühn, Humair, Jenny-Clark                                                                                 | 1989  |
| Live au Théâtre de la Ville                                                   | Kühn, Humair, Jenny-Clark                                                                                 | 1989  |
| La Petite Bouteille de linge                                                  | John Greaves                                                                                              | 1990  |
| Land                                                                          | Claudio Fasoli (en)                                                                                       | 1990  |
| Destroy                                                                       | Blue Ensemble                                                                                             | 1990  |
| Assolutamente                                                                 | Jean Schwarz                                                                                              | 1990  |
| Years Old                                                                     | Georges Paczynski                                                                                         | 1991  |
| Autumn in Paris                                                               | Masahiko Togashi                                                                                          | 1991  |
| Sans titre                                                                    | Mudai Trio                                                                                                | 1992  |
| Ternaire                                                                      | Friedman, Humair, Jenny-Clark                                                                             | 1992  |
| Carambolage                                                                   | Kühn, Humair, Jenny-Clark                                                                                 | 1992  |
| Euro African Suite                                                            | Joachim Kühn et Ray Lema                                                                                  | 1992  |
| Domaines                                                                      | Pierre Boulez                                                                                             | 1992  |
| A Winter's Tale                                                               | Tony Hymas (en), J-F Jenny-Clark, Jacques Thollot                                                         | 1992  |
| Nemo                                                                          | Rémi Charmasson trio                                                                                      | 1993  |
| Sokoa Tanz                                                                    | Blue Ensemble                                                                                             | 1993  |
| Usual Confusion                                                               | Kühn, Humair, Jenny-Clark                                                                                 | 1993  |
| The Kühn-Humair-Jenny-Clark Collection                                        | Kühn, Humair, Jenny-Clark                                                                                 | 1993  |
| Canto                                                                         | Jean Schwarz                                                                                              | 1993  |
| Open Architecture                                                             | Humair, Bergonzi, Jenny-Clark                                                                             | 1993  |
| Seventy                                                                       | Charlie Mariano                                                                                           | 1993  |
| Le Vivre                                                                      | Nelly Pouget                                                                                              | 1993  |
| Any Way                                                                       | Michel Portal                                                                                             | 1993  |
| Surrounded 1964-1987                                                          | Daniel Humair                                                                                             | 1994  |
| Half a Lifetime                                                               | Fredy Studer et Christy Doran                                                                             | 1994  |
| Levin'Song                                                                    | Paczynski, Levinson, Jenny-Clark                                                                          | 1994  |
| Dernier Carat                                                                 | Jenny-Clark, Adam, Guédon                                                                                 | 1994  |
| Live at Jazzfest Berlin 1987 & 1995                                           | Trio Joachim Kühn, Daniel Humair, J-F Jenny-Clark                                                         | 1995  |
| Les Jardins du casino                                                         | Harry Beckett                                                                                             | 1995  |
| Un ciel de traîne                                                             | Pascal Ducourtioux                                                                                        | 1995  |
| Europeana                                                                     | Mike Gibbs w/ Joachim Kühn                                                                                | 1995  |
| Robert Kaddouch sur France Musique                                            | Robert Kaddouch                                                                                           | 1995  |
| Dolorès                                                                       | Jean-Louis Murat                                                                                          | 1996  |
| Anniversary                                                                   | Flavio Ambrosetti                                                                                         | 1996  |
| Musique de l'Opéra de quat'sous                                               | Kühn, Humair, Jenny-Clark                                                                                 | 1996  |
| Versions Jane                                                                 | Jane Birkin                                                                                               | 1996  |
| Tomorrowland                                                                  | Jasper van 't Hof                                                                                         | 1996  |
| Quatre Fois Trois                                                             | Daniel Humair                                                                                             | 1997  |
| Takiya ! Tokaya !                                                             | Jean-Marc Padovani                                                                                        | 1997  |
| A Winter's Tale                                                               | Hymas, Jenny-Clark, Thollot                                                                               | 1998  |
| French Touch                                                                  | Richard Galliano                                                                                          | 1998  |
| Triple Entente                                                                | Kühn, Humair, Jenny-Clark                                                                                 | 1998  |
| Concerts inédits                                                              | Richard Galliano                                                                                          | 2000  |
| À demain                                                                      | Frédéric Escoffier                                                                                        | 2001  |
| Solo (1994)                                                                   | Jean-François Jenny-Clark                                                                                 | 2003  |